# Idun (Vorname)
Idun ist ein weiblicher skandinavischer Vorname, der von dem altnordischen Namen Iðunnr (Präfix ið = 'wieder, viel' mit unnr = 'Welle' bzw. unna = 'lieben') abstammt.
Er geht auf Idun zurück, in der altnordischen Mythologie die Göttin der ewigen Jugend. Der lateinische Name der Göttin, der auch als Vorname verwendet wird, ist Iduna. Andere Schreibweisen des Vornamens sind Idunn (überwiegend in Norwegen) und Iðunn auf Island und den Färöern.
Als Personenname ist Idun erst seit gut 200 Jahren nachgewiesen, in Norwegen ab 1801, in Schweden ab 1819.
Der Name wird eher selten vergeben. In Schweden war er 2022 am populärsten, als 140 Kinder so benannt wurden und er damit auf Platz 86 der Namensstatistik stand. Insgesamt tragen 1480 Frauen in Schweden den Namen, in Norwegen trugen 2022 685 Frauen Idun als ersten oder einzigen Vornamen, in Dänemark waren es 2024 201. Idun ist in Norwegen auch ein historischer Männername.
Namenstag ist der 31. Januar (Norwegen, Färöer) bzw. der 9. August (Schweden).

## Namensträgerinnen
Idun
- Idun Lovén (1916–1988), schwedische Malerin
- Idun Reiten (1942–2025), norwegische Mathematikerin
- Idun Losnegård (* 1976), norwegische Schauspielerin

Idunn oder Íðunn
- Idunn Hertzberg (* 1988), norwegische Tennisspielerin
- Íðunn Egilstoft (* 1993), färöische Fußballspielerin